# بيتر جونز (مؤرخ)
بيتر جونز (بالإنجليزية: Peter Jones)‏ هو مؤرخ بريطاني، ولد في 1949.